# 河判洛
河 判洛（ハ・パルラク、朝鮮語: 하판락、1912年 - 2003年9月11日）は、日本統治時代の朝鮮の警察官、大韓民国の実業家。親日派708人名簿掲載者。

## 経歴
日本統治時代の慶尚南道晋陽郡（現・晋州市）出身。晋州高等普通学校卒後、1934年に朝鮮総督府警察の巡査、1938年より釜山水上警察署巡査部長・警部補、1946年より慶尚南道警察庁会計課長・捜査課次席となった。1949年に河判洛の拷問により死亡した独立運動家であった呂敬守の母親が反民族行為特別調査委員会に実態を告発したことで河判洛は逮捕されたが、拷問の疑惑などを最後まで否定し、委員会の解散と病気を理由に保釈された。そして慶尚南道議会議員選挙に出馬し落選し、その後釜山市議会議員選挙に出馬するも落選、日本統治時代の朝鮮からのたくわえで実業家として信用組合事業、木材産業で活動し、出身地に寄付を行ったほか、釜山地域では福祉への寄与により表彰を受けた。2000年1月17日には大田毎日新聞に反省文を掲載し、朝鮮総督府下で警察官を務めたことについて許しを求めている。2003年に死去、享年92（または93）。

## 活動
注射器で拷問対象者から採血し、その血を身体に振りかけるなど苛烈な拷問を行ったとされ、拷問鬼、拷問鬼神とあだ名された。晩年、訪問した記者に対し、「食べて生きていくため、勢力におべっかを使った程度」という旨を述べている。

## エピソード
親日派708人名簿発表当時、唯一の存命者であった。